# Cmentarz wojenny w Bystrzycy Nowej
Cmentarz wojenny w Bystrzycy Nowej – cmentarz z okresu I wojny światowej znajdujący się w Bystrzycy Nowej, w gminie Strzyżewice, w powiecie lubelskim.
Na cmentarzu pochowano pierwotnie 254 żołnierzy: 97 austro-węgierskich i 157 rosyjskich z 1914 i 1915 r. Znane daty śmierci:
- 5 lipca 1915 (m.in. 62 Pułk Piechoty Austro-Węgier)

W latach trzydziestych przeniesiono tu pochówki z cmentarza wojennego w Kajetanówce (180 ciał), a w 1937 r. – z cmentarza wojennego w Borkowiźnie (ok. 325 ciał).